# Тарзана

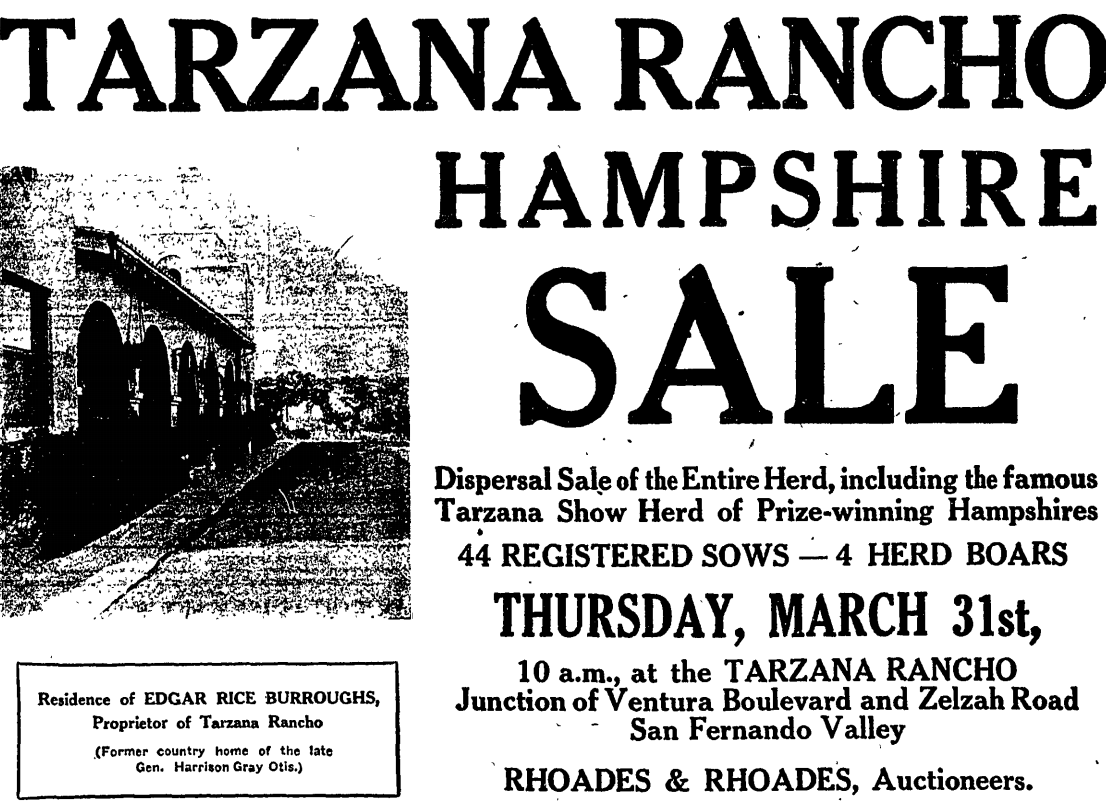
Оголошення в газеті про продаж свиней, 1921 рік

Тарзана [tɑrˈzænə] — приміський район у долині Сан-Фернандо в Лос-Анджелесі, Каліфорнія. Тарзана знаходиться на місці колишнього ранчо, яке належало письменнику Едгару Райсу Берроузу. Він названий на честь вигаданого героя джунглів Берроуза, Тарзана.

## Історія
Територія, яка зараз відома як Тарзана, була зайнята в 1797 році іспанськими поселенцями та місіонерами, які заснували місію Сан-Фернандо. Пізніше поглинена Мексикою, земля була передана Сполученим Штатам у 1848 році за договором Гваделупе-Ідальго після мексикансько-американської війни. Під правлінням США воно перетворилося на серію великих ферм для скотарства. У 1870-х роках інвестори прийшли до влади, перетворивши випас на велику пшеничну ферму.
Територія була придбана у 1909 році компанією Los Angeles Suburban Homes Company. Засновник і видавець газети «Лос-Анджелес Таймс» генерал Гаррісон Грей Отіс інвестував у компанію, а також особисто придбав 2,2 км2 у центрі сучасної Тарзани.
У лютому 1919 року Едгар Райс Берроуз, автор популярних романів про Тарзана, прибув до Каліфорнії зі своєю родиною, переїхавши з Оук-Парку, штат Іллінойс. Він і його сім'я вже двічі зимували в Південній Каліфорнії, і він вважав клімат ідеальним. 1 березня Берроуз придбав територію Отіса та заснував ранчо Тарзана. Берроуз розділив і продав землю під житлову забудову, а сусідні невеликі ферми наслідували його приклад.

## Географія

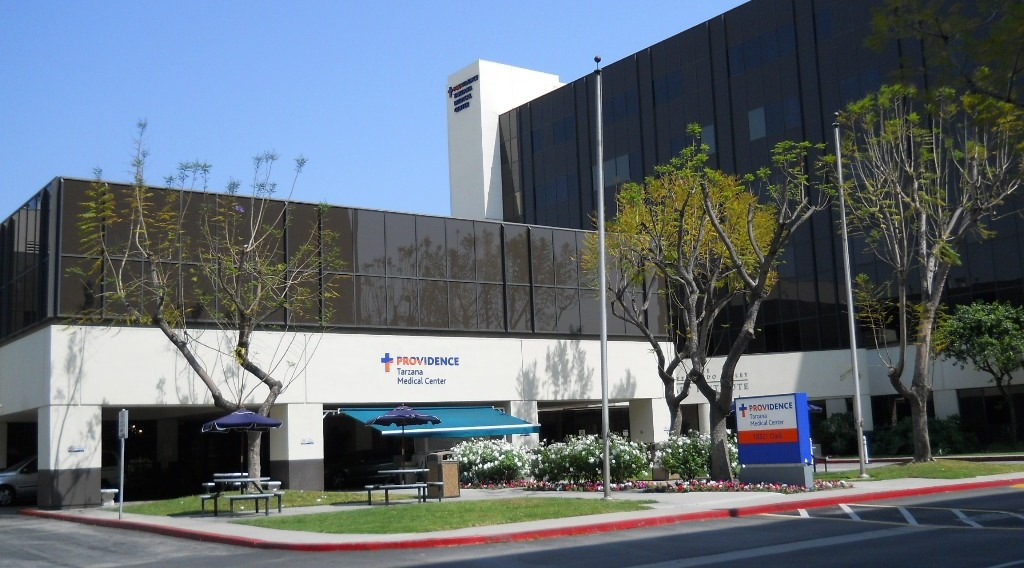
Медичний центр Провіденс Тарзана

### Межі
Тарзана, який має 8,79 квадратної милі (22,8 км2) , межує на півдні з державним парком Топанга, на сході з Енсіно, на півночі з Реседою і на заході з Вудленд-Гіллз.
Бульвар Перемоги позначає північний край району, Ліндлі-авеню — східний, Корбін-авеню з пробіжкою до Оукдейл-авеню — західний, а державний парк Топанга — південний.

### Клімат
Тарзана відчуває середземноморський жаркий літній клімат. Завдяки внутрішньому розташуванню в Лос-Анджелесі спостерігається більший ступінь добових коливань температури, ніж у прибережних районах Лос-Анджелеса.
| Клімат {{{location}}} | Клімат {{{location}}} | Клімат {{{location}}} | Клімат {{{location}}} | Клімат {{{location}}} | Клімат {{{location}}} | Клімат {{{location}}} | Клімат {{{location}}} | Клімат {{{location}}} | Клімат {{{location}}} | Клімат {{{location}}} | Клімат {{{location}}} | Клімат {{{location}}} | Клімат {{{location}}} |
| Показник              | Січ.                  | Лют.                  | Бер.                  | Квіт.                 | Трав.                 | Черв.                 | Лип.                  | Серп.                 | Вер.                  | Жовт.                 | Лист.                 | Груд.                 |                       |
| --------------------- | --------------------- | --------------------- | --------------------- | --------------------- | --------------------- | --------------------- | --------------------- | --------------------- | --------------------- | --------------------- | --------------------- | --------------------- | --------------------- |

## Населення
Згідно з переписом населення США у 2000 році в Тарзані проживало 35 502 особи, а у 2008 році населення Лос-Анджелеса оцінювалося в 37 778 осіб. Було 4038 людей на квадратну милю, серед найнижчої щільності населення в місті.
Згідно з переписом населення США 2000 року, расовий склад був переважно білим (70,7 %), за яким йшли азіати (5 %) і чорні або афроамериканці (3,6 %). Лос-Анджелес Таймс вважав цей район «помірно різноманітним». 35,1 % населення було іноземним походженням, з іранськими (10,3 %) і російськими (9,1 %) як найпоширенішими предками. Іран (24,2 %) і Мексика (12,1 %) були найбільш поширеними іноземними місцями народження.
Відсоток розлучених чоловіків і жінок був одним з найвищих в окрузі. Близько 9 % жителів були військовими ветеранами, що вважається високим для міста Лос-Анджелеса. Відсоток жителів віком 50 років і старше був одним із найвищих в окрузі. Середній вік, 38 років, був старим у порівнянні з рештою міста та округу. Середній дохід домогосподарства в доларах 2008 року вважався високим і становив 73 195 доларів.

## Знатні люди
- Пол Абрамян, учасник реаліті-шоу[8]
- Пол Томас Андерсон, кінорежисер[9]
- Марк Ентоні, співак[10]
- Ед Аснер, актор[11]
- Бенкс, співак[12]

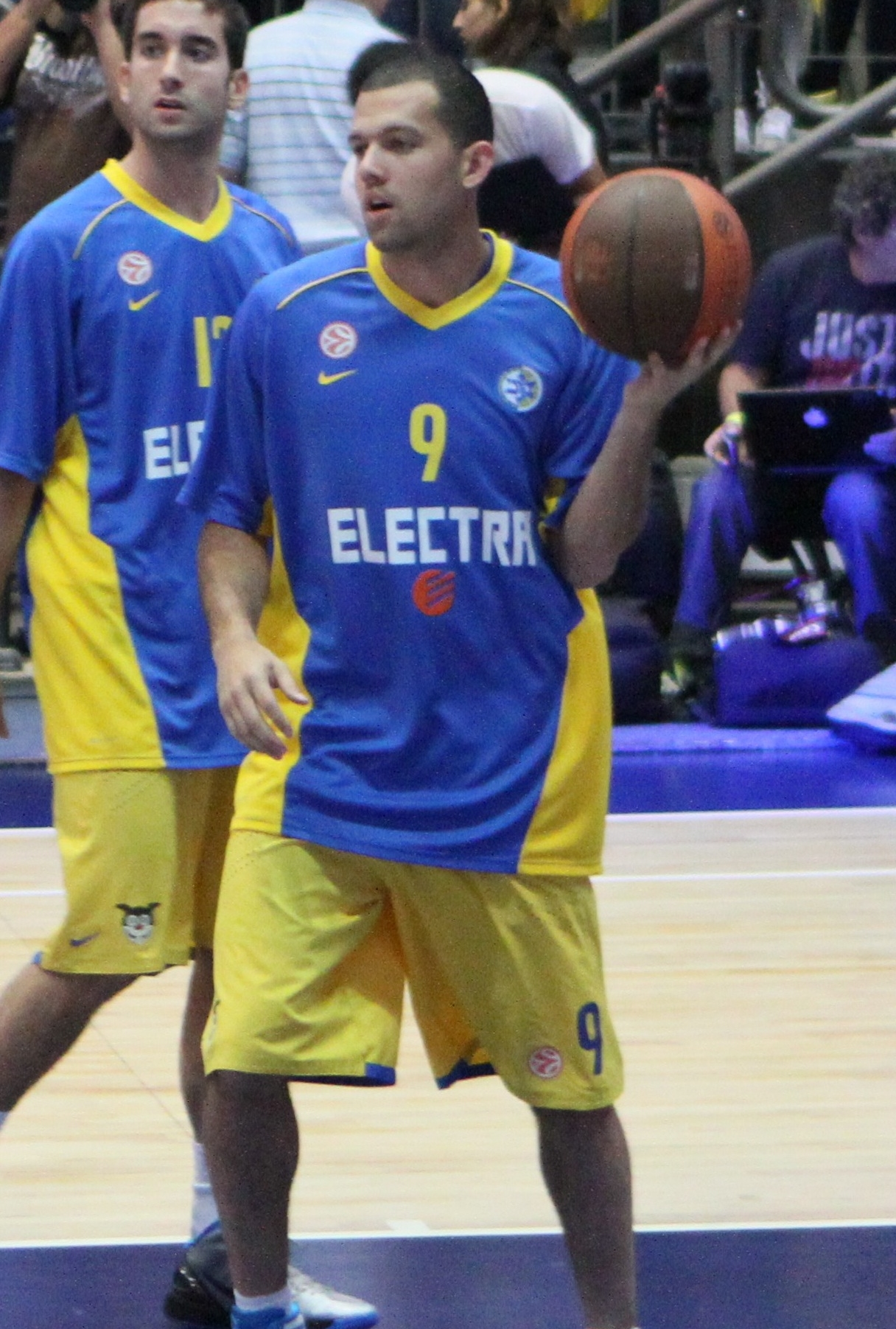
Джордан Фармар

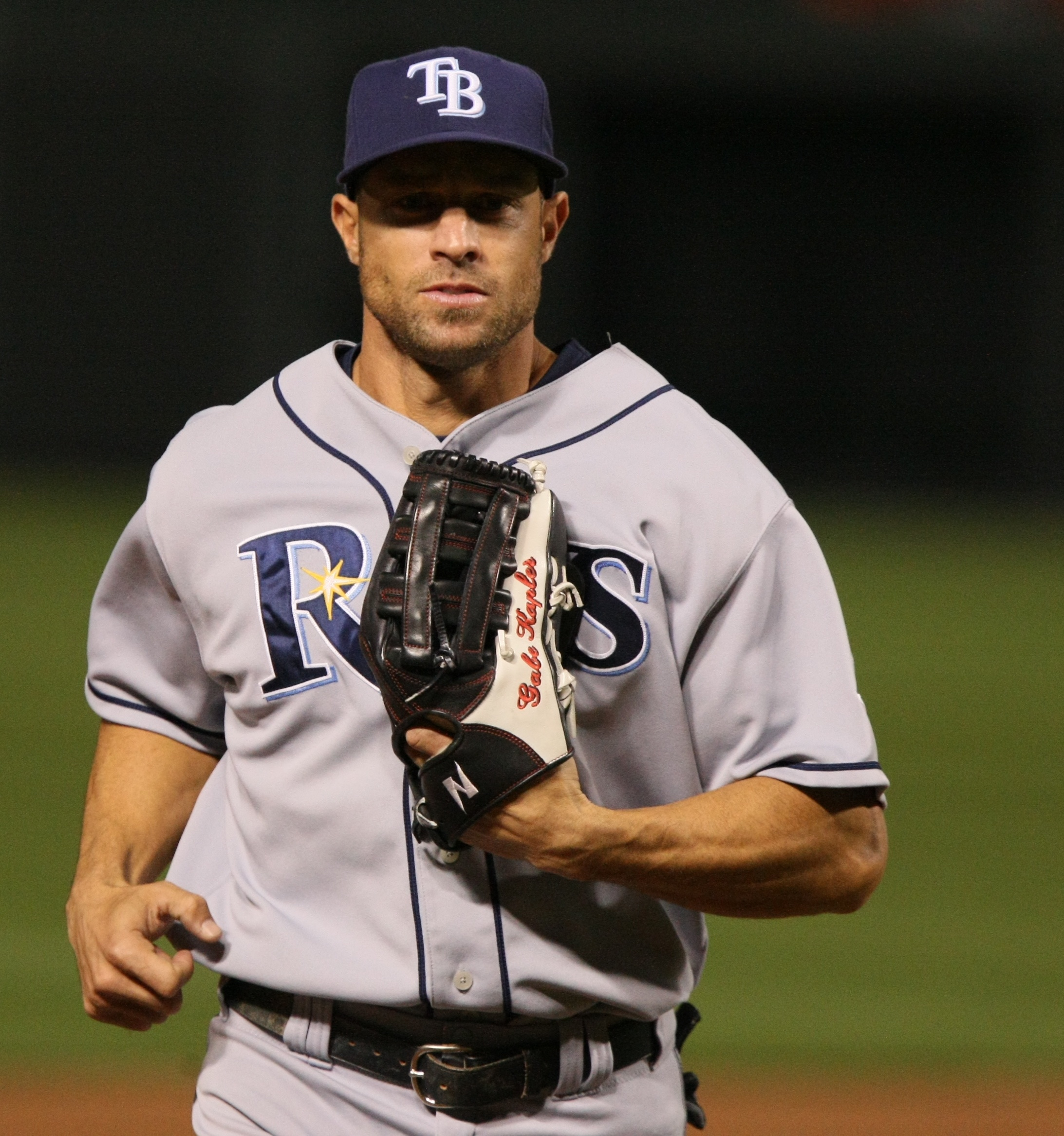
Гейб Каплер

- Джуді Блумберг, танцівниця на льоду[13]
- Едгар Райс Берроуз, автор
- Сінді Бортц, чемпіонка світу серед юніорів 1987 року з фігурного ковзання
- Кріс Браун, співак[14]
- Доджа Кет, репер, співак, автор пісень і продюсер[15]
- Шаван Черч, американсько-британська гімнастка[16]
- Джордан Коен (нар. 1997), американсько-ізраїльський баскетболіст
- Майк Коннорс, актор[17]
- Кейлі Куоко, актриса і продюсер[18]
- Джейсон Деруло, співак[19]
- Джордан Фармар (нар. 1986), американсько-ізраїльський баскетболіст[20]
- Аманда Фінк, тенісистка[21]
- Селена Гомес, актриса, співачка[22]
- Девід Грегорі, тележурналіст[23]
- Чаббі Джонсон, актор; служив почесним мером Тарзани
- Гейб Каплер (нар. 1975), аутфілдер Вищої ліги бейсболу та менеджер (Сан-Франциско Джаєнтс)
- Хлої Кардашьян, телеведуча[24]
- Люк Кеннард, гравець НБА з LA Clippers, живе в Тарзані[25]
- Ліза Кудров, актриса, виросла в Тарзані[26]
- Блейк Лайвлі, актриса, народилася в Тарзані[27]
- Джон Ловітц, комік і актор, народився в Тарзані[28]
- Розанна Пансіно, особа YouTube[29]
- Пол Родрігес, скейтбордист, народився в Тарзані[30]
- Джим Ром, радіоведучий, народився в Тарзані[31]
- Джоджо Сіва, зірка YouTube і реаліті-шоу[32]
- Гейлі Стайнфельд, актриса і співачка[33]
- Броді Стівенс, комік[34]
- Бенні Уркідес, кікбоксер, хореограф бойових мистецтв і актор[35]
- Вілмер Вальдеррама, актор[36]
- Боббі Вомак, соул-співак і автор пісень[37]

## Освіта

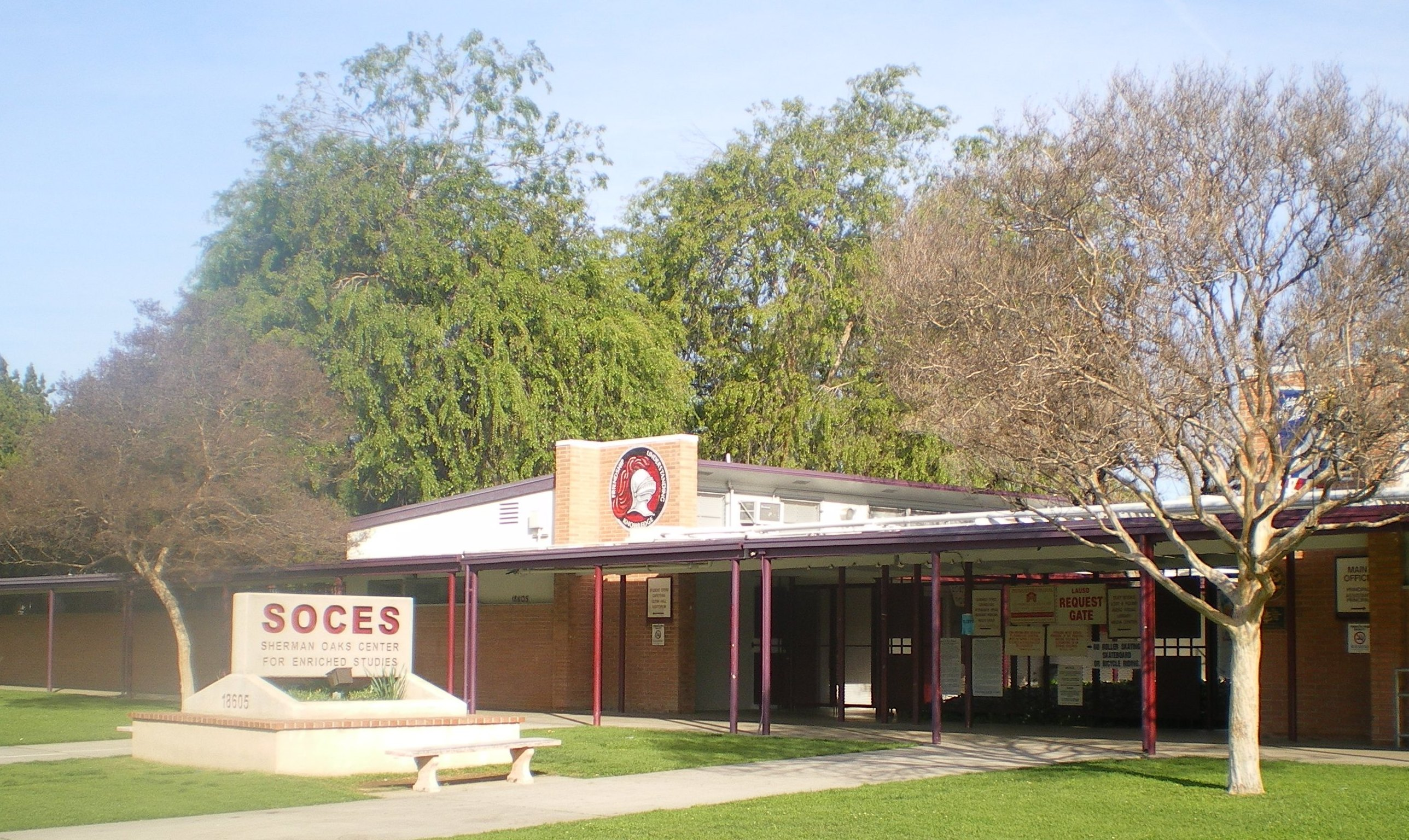
Центр розширених досліджень Шермана Оукса

Загалом 40,3 % мешканців Тарзани у віці 25 років і старше здобули чотирирічну освіту. Відсоток жителів зі ступенем бакалавра або магістра також високий для округу.

### Початкові та середні школи
Школи в Tarzana:
- Середня школа Gaspar de Portola, LAUSD, 18720 Linnet Street
- Sherman Oaks Center for Enriched Studies (4–12), альтернатива LAUSD, 18605 Erwin Street
- Початкова школа Vanalden Avenue, LAUSD, 19019 Delano Street
- Початкова школа Tarzana, LAUSD, 5726 Topeka Drive
- CHIME Institute's Schwarzenegger Community School, LAUSD charter, 19722 Collier Street
- Wilbur Charter for Enriched Academics, LAUSD K–5, 5213 Crebs Avenue[39]
- Початкова школа Nestle Avenue, LAUSD, 5060 Nestle Avenue

Зоновані середні школи, які обслуговують Tarzana, включають:
- Бірмінгемська середня школа (район озера Бальбоа)[40]
- Середня школа Резеда (в районі Резеда)
- Середня школа Taft (в районі Woodland Hills)

До приватних шкіл належать:
- Кампус Міжнародного ліцею Лос-Анджелеса Вест-Веллі

### Післясередні школи
- Columbia College Hollywood, приватна некомерційна кіношкола на Окснард-стріт.

### Публічні бібліотеки

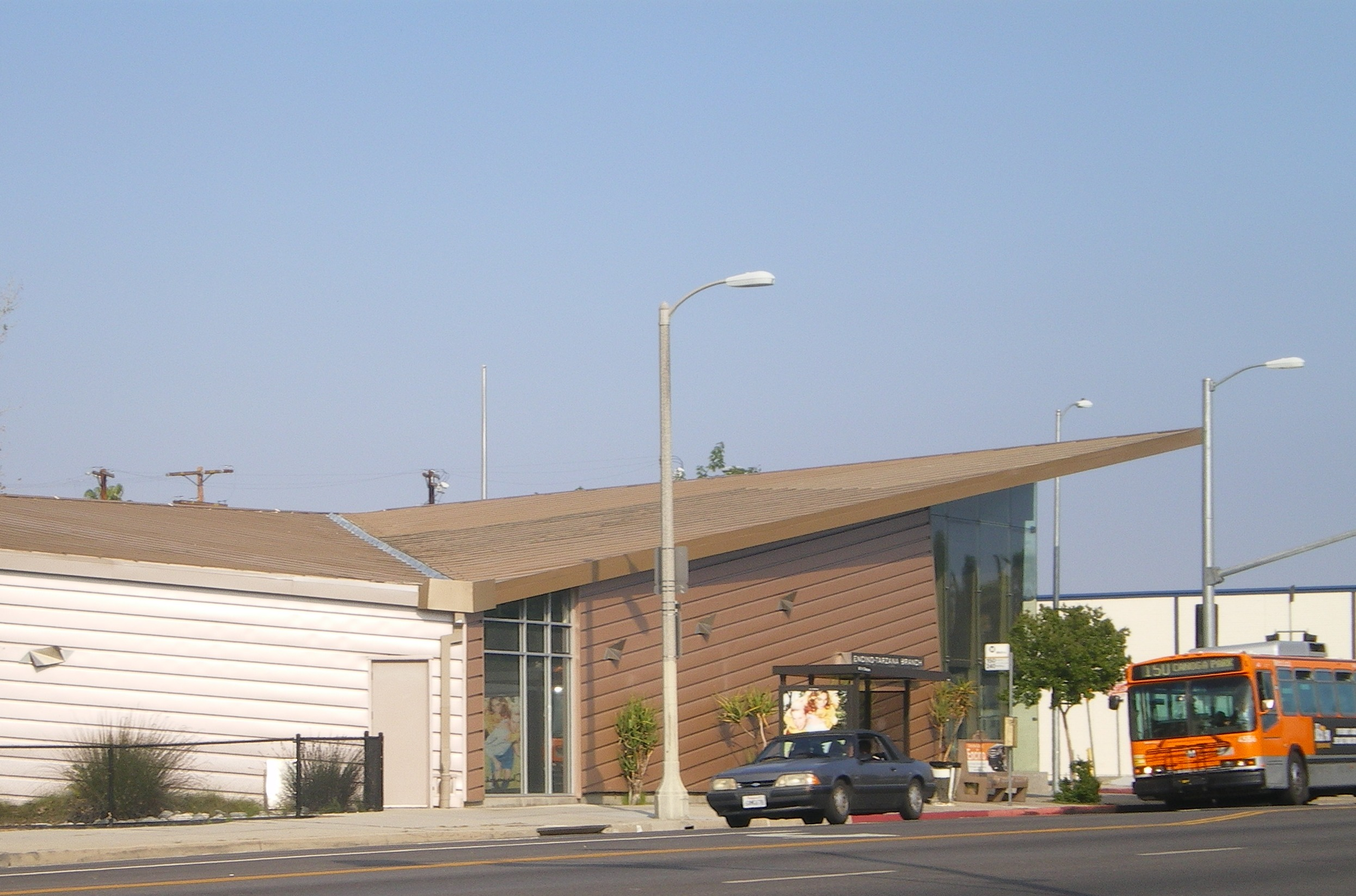
Відділення публічної бібліотеки Лос-Анджелеса Енсіно-Тарзана, 2008

Публічна бібліотека Лос-Анджелеса управляє філією Encino-Tarzana на бульварі Вентура в Тарзані.

## Відпочинок і парки
На території бази відпочинку «Тарзана» є спортивний зал, який також використовується як глядацька зала, місткість будівлі — 600 місць. У парку також є ями для барбекю, освітлений бейсбольний майданчик, освітлені відкриті баскетбольні майданчики, дитячий ігровий майданчик, кімната відпочинку, критий тренажерний зал без обтяжень, столики для пікніків, освітлені волейбольні майданчики.
Каньйон Кабальєро, розташований на північній стороні гір Санта-Моніка в Тарзані, пропонує безліч маршрутів для піших прогулянок, катання на гірських велосипедах і безперешкодний вид на долину Сан-Фернандо. Тут знаходиться 3,6-мильна петля стежки, яка є помірно відвідуваною і дозволяє вигулювати собак на повідку. На вершині стежки туристи та гірські велосипедисти побачать знаки, що ведуть до входу в державний парк Топанга. Для відвідування каньйону Кабальєро не потрібно ніяких зборів або дозволів.